# Rob Cavallo
Robert Siers Cavallo (Washington, 21 marzo 1963) è un produttore discografico statunitense.
È noto principalmente per essere il produttore dei Green Day dal 1994. Dal 2010 è presidente della Warner Bros. Records.

## Storia
Cavallo nacque a Washington; suo padre Bob Cavallo lavorava nell'industria discografica come band manager con artisti come Prince e Little Feat. Quando Rob aveva più o meno dieci anni la sua famiglia si trasferì a Los Angeles. In quegli anni Cavallo suonò in piccole band locali, e dopo aver terminato gli studi iniziò a lavorare come ingegnere del suono. Dalla metà alla fine degli anni '80 Cavallo lavorò con molte band hair metal di Hollywood e dintorni come produttore. Continuò questo lavoro anche durante i primi anni '90; tuttavia, quando il movimento grunge causò il declino dell'hair metal Cavallo cominciò a lavorare con band alternative rock. Al momento vive in California con la moglie Amy e ha due figlie, Emily Jackson e Estelle-Deseraie.

## Progetto
Cavallo è produttore dei Green Day. Ha co-prodotto quasi ogni album della band, dal primo successo Dookie alla trilogia ¡Uno!,¡Dos! e ¡Trè! (tranne 21st Century Breakdown). Cavallo ha prodotto anche, tra gli altri Jawbreaker, Goo Goo Dolls, Chris Isaak e Alanis Morissette, oltre a molte colonne sonore. Ha prodotto recentemente il sesto album di Jewel Goodbye Alice in Wonderland.
Cavallo ha prodotto anche il terzo album dei My Chemical Romance The Black Parade, pubblicato il 24 ottobre 2006 negli Stati Uniti e il 23 ottobre 2006 in tutto il mondo.
Spesso Cavallo suona anche il pianoforte negli album che produce, per esempio nella traccia Cancer di The Black Parade.
Il 6 marzo 2008 è stato annunciato che Cavallo ha registrato l'ultimo album della Dave Matthews Band, Big Whiskey and the Groogrux King.
Inoltre è stato scelto per produrre il prossimo album di Meat Loaf, programmato per il 2010.
Nel 2009 ha lavorato agli album dei Paramore (Brand New Eyes) e di Aly & AJ.

## Discografia

### Goo Goo Dolls
- Something for the Rest of Us (2010)
- Let Love In (2006)
- Gutterflower (2002)
- Dizzy Up the Girl (1998)

### Green Day
- Saviors (2024)
- ¡Tré! (2012)
- ¡Dos! (2012)
- ¡Uno! (2012)
- American Idiot (2004)
- Shenanigans (2002)
- Nimrod (1997)
- Insomniac (1995)
- Dookie (1994)

### Altri
- Singles (2011) - Paramore
- Brand New Eyes (2009) - Paramore
- Big Whiskey and the GrooGrux King (2009) - Dave Matthews Band
- David Cook (2008) - David Cook
- Decode (2008) - Paramore
- The Sound of Madness (2008) - Shinedown
- The Best Damn Thing (2007) - Avril Lavigne
- Let Me In (2007) - Hot Hot Heat
- Rock N Roll Jesus (2007) - Kid Rock
- Goodbye Alice in Wonderland (2006) - Jewel
- The Black Parade (2006) - My Chemical Romance
- B is for B-sides (2004) - Less Than Jake
- My Degeneration (2003) - Flashlight Brown
- Say You Will (2003) - Fleetwood Mac
- Anthem (2003) - Less Than Jake
- Paris (2006) - Paris Hilton
- Testify (2002) - Phil Collins
- Divine Discontent (2002) - Sixpence None the Richer
- Uninvited (1998) - Alanis Morissette
- The Beauty Process: Triple Platinum (1997) - L7
- Blonder and Blonder (1995) - The Muffs
- Dear You (1995) - Jawbreaker

### Colonne sonore
- Rent: The Motion Picture Soundtrack (2005)